# Українсько-малайзійські відносини
Українсько-малайзійські відносини — відносини між Україною і Малайзією. Малайзія має своє посольство в Києві. Україна має своє посольство в Куала-Лумпурі.

## Історія
Дипломатичні відносини між двома країнами були започатковані 3 березня 1992 року, Малайзія була одною з перших держав, які визнали незалежність України. В 2003 році, прем'єр-міністр Малайзії Махатхір Мохамад відвідав Україну з офіційним візитом, під час президентства Леоніда Кучми Після цього візиту відносини між державами були зосереджені в секторах економіки, науки, військово-технічних питаннях і гуманітарних аспектах.
Крім того, відбулося два візити на рівні Міністрів закордонних справ: у квітні 1998 року Малайзію відвідав Г.Й.Удовенко, а в грудні 2002 року в Україні побував Сайед Хамід Албар.
5 грудня 2011 року, під час Міжнародної конференції з питань Афганістану (м. Бонн, ФРН) відбулась зустріч Міністра закордонних справ України К.І.Грищенка з Міністром закордонних справ Малайзії Аніф Аманом.
В серпні 2016 р. в Малайзії з офіційним візитом перебував Президент України Петро Порошенко.

## Відносини в освітній галузі
Малайзія підписала Меморандум про взаєморозуміння з трьома університетами в Україні.

## Відносини в торгівлі
В 2012 році експорт з України в Малайзію (приблизно 236,6 млн дол.) складався з хімічних і органічних добрив і соняшникової олії. Експорт Малайзії в Україну (приблизно 125,7 млн дол.) складався з пальмової олії, електричних машин і устаткування, відео- і аудіотехніки, каучуку, котлів, промислового обладнання і техніки, меблів, пластика і виробів з пластмаси, какао, мила та інших мийних засобів.